# Megan Crosson
Megan Lorraine Crosson (Costa Mesa, California, Estados Unidos; 13 de mayo de 1994) es una futbolista estadounidense que juega de defensora para el Celtic Football Club Women de la Scottish Women's Premier League de Escocia.

## Estadísticas

### Clubes
| Club                       | País           | Año             |
| -------------------------- | -------------- | --------------- |
| Houston Dash               | Estados Unidos | 2016 - 2017     |
| Speranza                   | Japón          | 2016            |
| UDG Tenerife               | España         | 2017 - 2018     |
| Washington Spirit          | Estados Unidos | 2018            |
| Gintra Universitetas       | Lituania       | 2018            |
| Washington Spirit          | Estados Unidos | 2019            |
| Houston Dash               | Estados Unidos | 2020            |
| Celtic Football Club Women | Escocia        | 2020 - presente |